# De Spaanse Furie
De Spaanse Furie is het eerste album uit de reeks Gilles de Geus van de Nederlandse tekenaar Hanco Kolk. Het album bevat een serie korte verhalen die oorspronkelijk zijn gepubliceerd in 1983 en 1984 in stripblad Eppo. Het album begint bij het zestiende verhaal dat Kolk maakte. De eerste vijftien verhalen hebben de grond gelegd voor de wereld van Gilles de Geus, vanaf het zestiende verhaal kon daarvan gebruikgemaakt worden. Kolk begon ook te experimenteren met lichtval en camerastandpunten, waardoor de verhalen er dynamischer uit gaan zien. Hij vraagt ook andere stripmakers om te helpen. Peter de Wit, met wie hij later alle verhalen zou gaan maken, schrijft mee aan een aantal verhalen, Wilbert Plijnaar geeft ook ideeën aan. Het hoofdverhaal van het album, De Spaanse Furie, is het eerste echt lange verhaal waarin Kolk zich uit kan leven.
Het boek is oorspronkelijk uitgegeven bij uitgeverij Oberon, daarna zijn er twee edities uitgebracht bij Arboris (waaronder een Dossier editie met 16 pagina's aan informatie en niet-gepubliceerde strips in zwart-wit), en bij Sylvester in twee versies: een softcover en een hardcover versie.
De verhalen spelen zich af in de jaren 1583-1584, precies 400 jaar voor de publicaties in stripblad Eppo.